# 総員玉砕せよ!
『総員玉砕せよ!』（そういんぎょくさいせよ）は、水木しげるによる日本の漫画作品。1973年8月に講談社より描き下ろし単行本として発表された、作者の戦争体験と実話に基づいた戦記作品である。2007年には『鬼太郎が見た玉砕 〜水木しげるの戦争〜』のタイトルでテレビドラマも製作されている。

## 概要
水木が従軍した南方戦線のニューブリテン島で下された、兵士500名への玉砕命令の顛末を描いた物語。戦記とはいえ戦闘描写が多く登場するような作品ではなく、兵隊たちの生々しい日常の姿を時にユーモアを交えて描いている。物語の終盤は史実に脚色を加えてフィクション化することで、事実を超える真実を描いたとも評されており、水木にとっては戦争体験の集大成となる思い入れの強い作品である。
最初の単行本は『総員玉砕せよ!! 聖ジョージ岬・哀歌』のタイトルで、A5判箱入りのハードカバーで出版。その後もタイトルや体裁を変えて何度か出版されており、現在は講談社文庫や、水木しげる漫画大全集で読むことが出来る。
国際的な評価も高く、2009年にアングレーム国際マンガフェスティバル遺産賞、2012年にアイズナー賞最優秀アジア作品賞を受賞している。翻訳は英語版『ONWARD TOWARDS OUR NOBLE DEATH』、フランス語版『OPERATION MORT』、台湾版『全員玉碎!』、ドイツ語版『AUF IN DEN HELDENTOD!』、韓国語版『전원 옥쇄하라!』、などが出版されている。

## 作品の背景

### 執筆の経緯
戦地での水木はマラリアと左腕の負傷で後方に移送され、玉砕命令が出る前に部隊から離れていたが、それ以前に全滅した分遣隊から生還した際に「次は真っ先に死ね」と言われていた。それ故に、戦後のラバウルの収容所で聞かされた部隊の顛末に感情移入し、帰国後も折あるごとに情報を集め、全体の構図は松浦義教の著書『灰色の十字架』で理解したという。発表するあてもなく「ラバウル戦記」の執筆を始め、漫画家としてデビュー後も一貫して戦争体験にこだわり、断続的に戦記作品を発表する。そして、1971年に戦友の宮一郎元軍曹とニューブリテン島を26年ぶりに訪れたことも契機となり、死んでいった戦友のことを書き残しておきたいという気持ちから本作の執筆に至った。

### 事実との相違
水木はあとがきで「90パーセントは事実です」と書いているように、事実と相違する部分が数箇所ある。
- 作中で登場する一部の人名や地名が変更されており、バイエンはズンゲン、セント・ジョージ岬はガゼル岬が実際の地名である。水木によれば、本当の名を出すと支障があると思って変更したという[13]。
- 木戸参謀が流れ弾に当たって戦死するが、モデルとなった松浦参謀は実際は戦死せず兵団司令部に戻っている。水木は「参謀はテキトウな時に上手に逃げます」とあとがきに記している[12]。
- 1度目の玉砕で生き残った者たちは、ヤンマー守備隊に編入されて再び玉砕することはなかった。しかし、元々この配置は次の戦闘で全員突撃して戦死することを強く期待したものであり、結果として以降は本格的な戦闘がないまま終戦を迎えた[14]。

## あらすじ
昭和18年末（1943年）、ニューブリテン島のココポで丸山二等兵は、今度行くところは「天国のような場所」と戦友の赤崎から聞く。彼らは出発前にピー屋に行くが、何十人も兵士が行列を作っているので目的を達せず「女郎の唄」を歌って帰って来た。そして彼らは若き田所少佐のもと、500名でバイエンに無血上陸する。
丸山は古兵や上官にいびられ、また時には親切にされ、何とかバイエンでの時間を過ごして行く。だがそこは「天国のような場所」ではなく「天国に行く場所」であった。敵の攻撃で戦死する者のほかに、陣地構築中の事故で死ぬ者、伝染病で死ぬ者、ワニに食われて死ぬ者、手榴弾でとった魚を飲み込み窒息死する者…。
やがて近辺のワランゴエ河口に連合軍が上陸、橋頭堡を築き攻撃を開始してきた。徐々に包囲してくる敵に対して、田所は中隊長の「高地にこもり持久戦をすべきだ」という意見を退け、玉砕覚悟の切り込み作戦を敢行する。その結果、田所は戦死、生き残った者は聖ジョージ岬に撤退するが、負傷した中隊長はその途中で自決する。
そのころラバウル司令部ではバイエン支隊から玉砕の電信を受け、既に彼らは全員死んだものとされていた。ところが聖ジョージ岬警備隊から、バイエン支隊の生存者数十名が現在ここにいるとの知らせを受ける。この「敵前逃亡」は「ラバウル全軍の面汚し」とされ、事件処理のために木戸参謀が聖ジョージ岬に派遣されることになる。木戸の出発の前夜、バイエンの生き残りの軍医がラバウルを訪れて部下の命乞いをするが、談判決裂となり軍医は抗議の自決をした。
軍医の遺骨とともに聖ジョージ岬に来た木戸はバイエン支隊将兵の尋問を行い、その結果、山岸と北崎の2人の小隊長は責任を取って自決、残りの81名は再突入を行うことになった。
昭和20年（1945年）6月、聖ジョージ岬に敵の有力部隊が上陸、バイエンの生き残り達は再び切り込みを敢行する。その突撃直前に木戸は「玉砕を見届け報告する冷たい義務がある」と退こうとするが流れ弾に当たり戦死。そして丸山達は「私はなんでこのような　つらいつとめをせにゃならぬ」と「女郎の唄」を歌って切り込み、全員玉砕した。
隣の陣地を守っていた連隊長は、後にこの玉砕を聞いて「なぜそこまでして、あそこを守らねばならなかったのか」と述べたという。

## 登場人物
丸山（二等兵）
作者の水木自身の分身。二度目の切り込みの翌朝、頬に怪我を負いながら一人さまよっているところを米兵に発見され、射殺される。

田所支隊長（少佐）
バイエン支隊長。大隊長。楠木正成に心酔し、湊川の戦いにおける正成の死に様にあこがれる。モデルとなった実在の人物は成瀬懿民少佐。玉砕時27歳。士官学校卒業。臨時歩兵第二二九連隊の隊長。後年部下であった堀軍曹は成瀬の事を「あの人は大学出のサラリーマンていう感じや。おとなしい人やった。ほしてすらっとしたいい男やったな。言うことも、そんなにきついこと言う人でなかった。」と振り返っている。一方、水木自身は「やっぱりあんまり人間とか軍隊は詳しくは分からん年ですから。」「やっぱり支隊長になって来るとね。機械みたいに扱うわけですよね。兵隊を。上の命令をそのまま実行しようとするかなんか知らんけれど。何かこう、逆に怖かったねぇ。」「人間を人間として扱わないんだなぁ。結局は士官学校出た連中はどうも。」と成瀬の印象を振り返っている。

中隊長（中尉）
モデルとなった実在の人物は児玉清三中尉。材木問屋をしていた。水木に似顔絵描きを頼んだり精勤賞を与えたりした。成瀬大隊長が玉砕の決断をした際に、部下を犬死にさせることは出来ないと直談判を行い、最終的には成瀬大隊長が折れて児玉中隊のみ遊撃線（ゲリラ戦）の許可を出した。この児玉の決断で水木をはじめとした200名余りの命を救うこととなる。また、自分がマラリアになりながらも兵にマラリアの心配をしたりと実際の児玉の人柄を伺わせるエピソードがある。「児玉さんは本当に軍人精神のはりき、打ち込んだ人やと思ったな。ほんとに兵隊の身柄、心から兵隊やと思ったね。厳格な人やった。」と評価を受けている。中国の戦線では「鬼の児玉」で名を馳せてた戦野を駆けめぐった叩き上げの職業軍人だった。戦死後大尉に昇進。

水本小隊長（少尉）
2度目の切り込みの時に、目の前で戦死した木戸に代わって指揮をとる。モデルとなった実在の人物は大岩市造少尉（迫撃砲小隊長）。水木が砲撃を受けて大出血した時に、衛生兵に輸血を申し出た。

石山軍医（中尉）
モデルとなった実在の人物は松橋登軍医中尉。漫画と同じく自決した。自決時34歳。

木戸参謀（中佐）
モデルとなった実在の人物は松浦義教中佐。水木は彼の著書によって事の全貌を知る。構想ノートの人物設定では「松浦参謀」と記されている。終戦後は、ラバウルで開かれた連合国による戦犯法廷において、日本軍将兵の弁護を担当した。

赤崎（二等兵）
丸山の戦友。入隊前に汽車で一緒になって以来の仲。バイエンの戦闘で戦死する。やはり実在の人物がモデルとなっている。

本田（軍曹）
丸山達にとって厳しい上官だが、部下思いの一面も持つ。味方の誤射で負傷、その場で手榴弾を使い自決する。

山岸小隊長（少尉）
モデルとなった実在の人物は、加古忠男中尉。第一小隊長。自分の死を戦死として遺族に伝えるよう木戸に頼み、自決した。内地では小学校の教員をしていた。

北崎小隊長（少尉）
モデルとなった実在の人物は長谷川少尉。山岸とともに自決。金持ちの一人息子。

神谷衛生兵（上等兵）
討伐した際に負傷した兵隊の遺骨作りを丸山に命じた。モデルとなった実在の人物（神谷一夫）の名前をそのまま使用している。NHKの『証言記録 兵士たちの戦争』内「生き延びてはならなかった最前線部隊 〜ニューブリテン島 ズンゲン支隊〜」でも当時のことを詳しく証言している。

## 読み切り版
長編の描き下ろしである本作の発表に先駆けて、告知を兼ねた短編の読み切り版『セントジョージ岬 総員玉砕せよ』が『週刊現代』1973年8月1日増刊号『劇画ゲンダイ』（講談社）に掲載された。内容は長編版を短くまとめたものだが、一部の台詞などに違いがあり、物語の最後は木戸参謀が「軍医の遺骨とともにみなを埋めてやろう」と自ら完全武装の部隊を率いて、バイエンの生き残りを全員殺害することが暗示されて終わる。

## 鬼太郎が見た玉砕 〜水木しげるの戦争〜
本作品を原作としたドラマ版。NHK総合テレビのNHKスペシャル枠にて2007年8月12日21:00-22:30に本放送。漫画家として成功した水木しげるが、戦時中を回想しつつ『総員玉砕せよ!』を描くという構成となっており、『鬼太郎が見た…』というタイトルのとおり、水木のマンガの中から抜け出してきたゲゲゲの鬼太郎、目玉親父、ねずみ男が物語の合間合間で狂言回しとして登場する。
なお、声のみの出演ではあったがねずみ男の声を担当した大塚周夫にとって、本作が存命時最後のテレビドラマ出演であった（本作の放送後は、2015年1月15日に亡くなるまでアニメ、吹き替えのみを担当していた）。

### キャスト
- 水木しげる / 丸山二等兵：香川照之
- 布枝（水木しげるの妻）：田畑智子
- 本田軍曹：塩見三省
- 石山軍医中尉：嶋田久作
- 木戸参謀：榎木孝明
- 赤崎二等兵：北村有起哉
- 中隊長：石橋蓮司
- 加山二等兵：神戸浩
- 境田二等兵：建蔵
- 小川一等兵：荒谷清水
- 山岸中尉：福井博章
- 北崎少尉：安田暁
- 笠岡：藤間宇宙
- 通信班長：山本龍二
- 水本少尉：宮内敦士
- 参謀長：壌晴彦
- 兵団長：瑳川哲朗
- 田所少佐（支隊長）：木村彰吾
- 旅館の女将：絵沢萠子
- 大森安子：今村雅美
- 小林貴子：高田聖子
- 水木尚子（水木しげるの長女）：小野ひまわり
- 水木悦子（水木しげるの次女）：永田優衣
- 吉岡：伊沢勉
- 美加：鈴木恵理
- 川口：越智貴宏
- 鬼太郎（声）：野沢雅子
- 目玉おやじ（声）：田の中勇
- ねずみ男（声）：大塚周夫

### スタッフ
- 作：西岡琢也
- 音楽：大友良英
- 語り：石澤典夫
- 軍事考証：寺田近雄
- 風俗考証：天野隆子
- 歌謡考証：小野恭靖
- 出雲ことば指導：藤井京子
- アニメ制作：稲葉卓也、西井育生、松本絵美
- 制作統括：家喜正男
- 美術：鈴木利明
- 撮影：毛利康裕
- 演出：柳川強
- 制作：NHK名古屋放送局

### 再放送
- 2007年10月21日 16:00 - 17:30、NHK総合テレビ
- 2010年3月29日 0:10 - 1:40、NHK総合テレビ
  - 連続テレビ小説『ゲゲゲの女房』放映開始に先立って放送された。
- 2010年8月12日 13:30 - 15:00、BS hi
  - 同年8月16日からの『ゲゲゲの女房』「戦争と楽園」放送週を控えて放送された。
- 2012年8月12日 12:00 - 13:30、NHK BSプレミアム
- 2015年8月15日 9:00 - 10:40、ファミリー劇場
- 2016年1月3日 19:25 - 21:00、ファミリー劇場
  - 前年の2015年11月30日に死去した水木しげるの追悼企画として放送された。
- 2022年8月23日 23:55 - 翌1:25、NHK総合テレビ

### 映像ソフト
DVD
- 鬼太郎が見た玉砕 〜水木しげるの戦争〜（2008年7月16日発売）

## 受賞歴
- 漫画
  - 第36回アングレーム国際マンガフェスティバル 遺産賞（2009年、フランス）[20]
  - アイズナー賞 最優秀アジア作品賞（2012年、アメリカ）[3][21]
- テレビドラマ
  - 第62回文化庁芸術祭 テレビ部門 ドラマの部・優秀賞
  - 第45回ギャラクシー賞 テレビ部門・優秀賞
  - 第34回放送文化基金賞 テレビドラマ部門・本賞

## 書籍情報
比較的入手しやすい書籍を記載。
描き下ろし長編
- 『総員玉砕せよ!』（講談社〈講談社文庫〉、1995年6月、ISBN 4-06-185993-5）
- 『総員玉砕せよ! 戦記ドキュメント』（集英社〈集英社ホームリミックス〉、2007年8月、ISBN 978-4-8342-4264-5）
- 『総員玉砕せよ!! 他』（講談社〈水木しげる漫画大全集〉、2018年5月、ISBN 978-4-06-377591-4）
- 『総員玉砕せよ! 新装完全版』（講談社〈講談社文庫〉、2022年7月、ISBN 978-4-06-528600-5）

読み切り短編
- 『ああ玉砕 水木しげる戦記選集』（宙出版、2007年8月、ISBN 978-4-7767-9380-9）
- 『水木しげる戦記選集』（宙出版、2010年7月、ISBN 978-4-7767-2962-4）
- 『戦記短編集 幽霊艦長 他』（講談社〈水木しげる漫画大全集〉、2013年8月、ISBN 978-4-06-377521-1）
- 『水木しげるの戦場 従軍短篇集』（中央公論新社〈中公文庫〉、2016年7月、ISBN 978-4-12-206275-7）
- 『漫画で読む「戦争と日本」敗走記』（リイド社〈SPコミックス〉、2021年1月、ISBN 978-4-8458-5635-0）